# 金田朋子・保村真のエアラジオ
『金田朋子・保村真のエアラジオ』（かねだともこ・やすむらまことのエアラジオ）は、超!A&G+で2008年1月2日から2016年7月7日まで放送、BBQR及びAG-ONにて2008年1月4日から2016年7月8日まで配信されていたアニラジ番組である。隔週更新。
またAT-Xでは、2011年8月2日から『金田朋子・保村真のエアラジオ ON TV !』（かねだともこ・やすむらまことのエアラジオ オン・ティーヴィー!）が放送されている。2008年1月13日から2011年7月26日までは『金田朋子・保村真のエアラジオに毛が生えた?!』（かねだともこ・やすむらまことのエアラジオにけがはえた!?）が毎週更新（文化放送版とAT-Xオリジナル版を交互に放送）で放送されていた。

## パーソナリティー
- 金田朋子
- 保村真

## 番組内容
（イニシャルKの）金田朋子と（イニシャルYの）保村真のKYコンビがハイテンションだけどダラダラとしたトークを届けている。(オープニングで保村真が必ず行う番組説明より)

## 放送時間
超!A&G+
- 2008年1月2日 - 4月2日
毎週水曜日 20:00 - 20:30（リピート放送:毎週木曜日 10:00 - 10:30）
- 2008年4月9日 - 2009年4月1日
毎週水曜日 21:30 - 22:00（リピート放送:毎週木曜日 11:30 - 12:00）
- 2009年4月6日 - 2012年4月2日
毎週月曜日 21:00 - 21:30（リピート放送:毎週火曜日 9:00 - 9:30）
- 2012年4月5日 - 5月10日
毎週木曜日 25:00 - 25:30（リピート放送:毎週金曜日 15:00 - 15:30、月曜日 21:00 - 21:30、火曜日 9:00 - 9:30）
  - 移動初回の2012年4月5日は2012年4月2日21:00更新分のリピート放送となり、翌週2012年4月12日に次の更新という変則編成になった。
- 2012年5月17日 - 2015年10月2日
毎週木曜日 25:00 - 25:30 （リピート放送:毎週金曜日 15:00 - 15:30）
※隔週更新。更新のない時はリピート放送。
- 2015年10月9日 - 2016年7月7日
毎週木曜日 25:00 - 25:30 （リピート放送:毎週金曜日 13:00 - 13:30）

BBQR
- 2008年1月4日 - 2013年3月8日
隔週金曜日更新

AG-ON
- 2013年3月22日 - 2016年7月8日
隔週金曜日更新

AT-X「金田朋子・保村真のエアラジオに毛が生えた?!」
- 2008年1月13日 - 2010年4月25日
毎週日曜日 22:30 - 23:00、毎週火曜日 21:30 - 22:00、毎週土曜日 25:30 - 26:00
- 2010年5月4日 - 2011年7月26日
毎週火曜日 21:30 - 22:00、毎週日曜日 27:30 - 28:00
※文化放送版とAT-X版を交互に放送

「金田朋子・保村真のエアラジオ ON TV !」
- 2011年8月2日 - 
毎週火曜日 21:30 - 22:00、毎週日曜日 27:30 - 28:00
- -  2015年3月
毎週火曜日 21:30 - 22:00、毎週日曜日 23:30 - 24:00
- 2015年4月7日 - 2016年7月19日 
毎週火曜日 20:30 - 21:00、毎週木曜日 12:30 - 13:00、毎週土曜日 28:30 - 29:00

## 主なコーナー
KYジングル
コーナー間のジングル時、リスナーから寄せられた頭文字が『K』と『Y』で始まるあいうえお作文をエピソードと共に紹介する
DJ YASUのエアリクハローパーティ
保村真がラジオのDJいう設定で、保村が曲紹介すると、その曲を即興で金田朋子が歌うというコーナー。歌ってもらう曲はリスナーから募集される。
熱湯！エア高校甲子園
エアラジことわざ辞典
視聴率あっぷあっぷ

### 過去のコーナー
俺、モテたいっす
ヤスがもてるためにはどうしたらよいかをリスナーと真剣に考えるコーナー。「意見を求める相手が金田朋子なので参考にならない」とよく嘆く。
金田朋子大人計画
「俺、モテたいっす」の金田朋子バージョン。金田朋子がすてきな大人の女性になるにはどうしたらよいかをリスナーと真剣に考えるコーナー。
バッド・ベター・バダス

スーパーダジャレブラザーズ
対戦コーナー。リスナーから送られてきた単語で即座にダジャレを作る。100点のダジャレが出ればコーナー終了なのだが…？
トモトン教授と不思議な手紙
リスナーから送られてきたなぞなぞに協力して答えるコーナー。正解数が10点あつまると「エアチケット」なるものが送られてくる。二人ともキャラが安定しない。
わたし、モテたいっす
「大人になるよりもとにかくモテたい」ということで「金田朋子大人計画」が「俺、モテたいっす」を吸収合併してできたコーナー。金田朋子がモテるためにはどうしたらよいかをリスナーと真剣に考えるコーナー。
魔女たちの21時
日本テレビの「魔女たちの22時」で「魔女」として紹介された金田朋子が、夜21時に何をしているかをリスナーに予想してもらうコーナー。
四字熟女
リスナーがわからない四字熟語の意味を金田が解説する。
ラジオで発見！アラフォっち
リスナーから寄せられた40歳手前の金田朋子こと「アラフォっち」の生態を紹介する

## 特別企画
101回目のプロポーズ
文化放送版&AT-Xオリジナル版通算での放送101回目の記念として、金田・保村がリスナーから寄せられたデートプランを元に原宿、「ハニカミデート」をおこなった。
絶対に笑ってはいけないエアラジオ
年末恒例のコーナー。日本テレビの「ダウンタウンのガキの使いやあらへんで!!」の「絶対に笑ってはいけない○○」のパロディー。オープニングからエンディングまで笑わないようにしなければならないコーナー。もし笑った場合は、「金田OUT!」「保村OUT!」とSE音が流れ、電流が流される。

## ゲスト
- 吉野裕行
文化放送版第26回（超!A&G+:2008年12月17日、BBQR:12月19日、AT-X:12月28日）
AT-Xオリジナル版第26回（2009年1月4日）
- 鈴村健一
文化放送版第33回（超!A&G+:2009年3月25日、BBQR:3月27日、AT-X:4月5日）
AT-Xオリジナル版第33回（2009年4月12日）
- 早見沙織、間島淳司（TVアニメ「宙のまにまに」PR）
文化放送版第41回（超!A&G+:2009年7月13日、BBQR:7月17日、AT-X:7月26日）
AT-Xオリジナル版第41回（2009年8月2日）
- 安元洋貴
文化放送版第64回（超!A&G+:2010年5月31日、BBQR:6月4日、AT-X:6月15日）
AT-Xオリジナル版第64回（2010年6月22日）
- 佐藤利奈
文化放送版第84回（超!A&G+:2011年3月21日、BBQR:3月25日、AT-X:3月29日）
AT-Xオリジナル版第84回（2011年4月7日）
- 日高里菜
文化放送版第92回（超!A&G+:2011年7月25日、BBQR:7月29日、AT-X:8月2日）
AT-Xオリジナル版第92回（2011年8月11日）
文化放送版（超!A&G+:2012年10月1日、BBQR:10月5日）
- 高橋広樹
文化放送版（超!A&G+:2012年3月19日、BBQR:3月23日、AT-X:3月25日）
- 中村繪里子
文化放送版（超!A&G+:2012年8月16日、BBQR:8月20日）
- 矢作紗友里
文化放送版（超!A&G+:2012年12月13日、BBQR:12月28日、AT-X:1月1日）

## 主なエピソード
- 番組冒頭の「みなさんエアラジわ、金田朋子です」という毎回固定のあいさつを高確率で噛む。
- リスナーから送られてくるメールのペンネーム（エアラジネーム）は通常のラジオのようなペンネームのほか、金田朋子を比喩するようなネタペンネーム（○○な声優No1等）が頻繁に送られてくる。
- 番組内では金田朋子の年収が「最低でも2000万、最高だと5000万」ということになっている。ただこれについては金田朋子自身が番組中で「そんなにもらっているなら6500円の芝居を高いと思わない」という発言をしたり、ゲストに来た吉野裕行が「単価高いんですか？だって前に僕と話したときは…（ホイッスルが入りカット）」という発言をしたことからも番組内ネタとして楽しむのが妥当である。
- 鈴村健一がゲストに来た際は「保村真バースデースペシャル」として「金田朋子・鈴村健一のエアラジオ」を放送した。この回では保村真は有給休暇扱いで（スタジオにいるが）番組には基本的に参加せず金田朋子と鈴村健一の二人で進行したのだが、結局ゲストのはずの鈴村健一が全進行を一人で行い、金朋のボケを捌き、番組の大事なお知らせ（超A&G+での放送時間変更）まで行った。
- 2009年4月より本放送が月曜21:00から放送されているが、この番組の前に放送されている喜多村英梨の超ラジ!では、「このあとは金朋さんと保村さんのエアラジオが待ってます」というように告知が放送され、その際、保村が金田朋子の物真似を稀に行うことがある。